# Sunbelt Software
Sunbelt Software — американский разработчик программного обеспечения, специализирующийся на создании программных продуктов для информационной безопасности.

## Деятельность
Sunbelt Software, Inc. основана в Клируотере, штат Флорида. Компания занимает производством высоконадёжных инструментов для управления сетевой безопасностью и системами, а также для защиты от различного рода вредоносных программ, spyware, спама, сетевых червей, троянских программ и adware. Многие программные продукты компании были удостоены различными обзорами в популярных изданиях и наградами.
Главный офис находится в Тампа Бэй, но существуют и ряд других филиалов в мире, включая такие страны, как Германия, Франция, Великобритания, Швеция, и некоторые другие штаты США.
13 июля 2010 года генеральный директор компании, Алекс Экелберри, объявил в пресс-релизе о том, что GFI Software приобрели компанию в полном объёме.
Sunbelt Software, а также Sunbelt System Software of Europe полностью контролируются компанией Sunbelt International Group, которая была основана в 1983 году во Франции.

## Продукция
| - Sunbelt Personal Firewall - Counterspy - VIPRE Antivirus - VIPRE Antivirus Premium | - VIPRE for Exchange - Sunbelt CWSandbox - ThreatTrack |